# Могильовська архідієцезія
Могильовська архідієцезія — історична архідієцезія Римо-католицької церкви з центром в Могильові, що існувала в 1783—1991 роках.

## Історія
Створена після розділу Речі Посполитої за ініціативи Катерини II папою Пієм VI булою «Onerosa pastoralis officii cura» від 15 квітня 1783 року. З 1798 архієпископ могильовський має сан митрополита. У 1873—1917 роках осідок архієпископів знаходився у Санкт-Петербурзі. У радянські часи в умовах жорстких переслідувань на Католицьку церкву, архієдієцезія існувала лише формально. У 1991 році Могильовська архідієцезія була об'єднана з Мінською у Мінсько-Могильовську дієцезію.

## Архієпископи і адміністратори
Першим єпископом указом Катерини II був призначений колишній віленський єпископ-помічник Станіслав Богуш-Сестренцевич (25 грудня 1772).
- Станіслав Богуш-Сестренцевич (1783—1826);
  - Валерій Генріх Камьонко (1826—1828, адміністратор);
- Каспер Цецішовський (1828—1831);
  - Йоаким Юзеф Грабовський (1828—1829, вікарний єпископ, де-факто глава митрополії);
  - Ян Шчитт (1829—1833, адміністратор);
  - Валерій Генріх Камьонко (1833—1839, адміністратор);
- Ігнатій Людвік Павловський (1839—1842);
  - Мартин Ласький (1842—1848, адміністратор);
- Казимир Дмоховський (1849—1851);
- Ігнатій Головинський (1851—1855);
  - Антоній Фіалковський (1855—1856, адміністратор);
- Вацлав Жилінський (1856—1863);
  - Юзеф Максиміліан Станевський (1863—1871, адміністратор)
  - Георгій Івашкевич (1871—1872, адміністратор)
- Антоній Фіалковський (1872—1883);
- Александер Ґінтовт-Дзевалтовський (1883—1889);
  - А. Довгялло (1889—1891, адміністратор)
- Шимон Козловський (1891—1899);
  - Кароль Недзялковський (1899—1901, адміністратор)
- Болеслав Клопотовський (1901—1903);
  - Стефан Денисевич (1903, адміністратор)
- Єжи Юзеф Шембек (1903—1905);
  - Стефан Денисевич (1905—1908, адміністратор)
- Аполінарій Внуковський (1908—1909);
  - Стефан Денисевич (1909—1910, адміністратор)
- Вінцентій Ключинський (1910—1914);
  - Ян Цепляк (1914—1917, адміністратор)
- Едвард фон Ропп (1917—1919);
  - Ян Цепляк (1919—1923, адміністратор)
  - Болеслав Слосканс (1926—1928 де-факто, 1928—1981 де-юре, адміністратор)